# 野呂介石

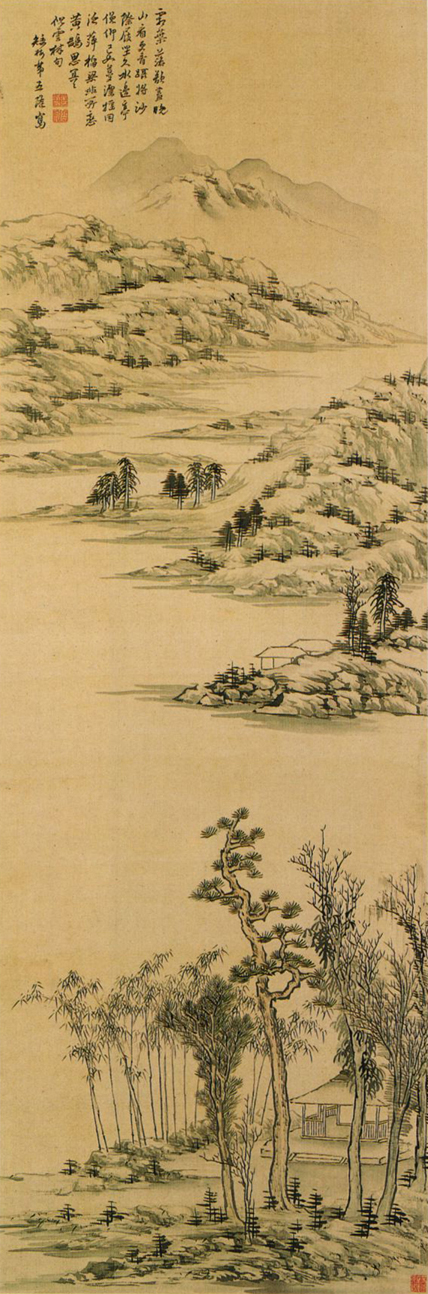
野呂介石仿倪雲林詩意山水圖

野呂介石（日语：／ Noro Kaiseki，1747年3月1日—1828年4月27日）是日本江戶時代後期的一位文人画家。他中年主要在紀州藩活動，與祇園南海、桑山玉州並稱“紀州三大南画家”。
他原名休逸（きゅういつ），後來改名隆（りゅう）、隆年（りゅうねん）。字松齢（しょうれい）、号介石、班石（はんせき）、十友窩（じゅうゆうか）、澄湖（ちょうこ）、混斎（こんさい）、台嶽樵者（だいがくしょうしゃ）、第五隆（だいごりゅう）。晩年自號矮梅居（わいばいきょ）、四碧斎（しへきさい）、四碧道人（しへきどうじん）、悠然野逸（ゆうぜんやいつ）。法号四碧院節翁介石居士。後人也稱他弥助（やすけ）、九一郎（きゅういちろう）、喜左衛門（きざえもん）。

## 生平
出生於和歌山城下的湊紺屋町，是醫生野呂高紹的三男，小時候就喜歡儒學，愛好畫墨竹。10歳師從藩儒伊藤長堅（蘭嵎）學習儒学，14歳到京都師從黄檗僧、海眼淨光學習長崎派的画法。21歲時向池大雅習得南画技法。28歳開始和清朝來日的舶商、画家伊孚九交往。
46歳到紀州政府工作，後來主要在這裡活動，也曾兩度前往江戶。晚年成為畫界泰斗，與桑山玉州並稱“南画会双璧”，與長町竹石、僧愛石並稱｢三石｣。
他在82歲上去世，墓碑位於和歌山市吹上護念寺。

## 脚注
1. 1 2  森 1971年、311頁
2. ↑  中村 2000年、518頁